# Pudasjärvi (sjö i Pudasjärvi, Norra Österbotten)
Pudasjärvi är en sjö i kommunen Pudasjärvi i landskapet Norra Österbotten i Finland. Sjön ligger 107,8 meter över havet. Den är 5,35 meter djup. Arean är 4,35 kvadratkilometer och strandlinjen är 27,95 kilometer lång. Sjön  ingår i Ijo älvs huvudavrinningsområde.   Den ligger omkring 77 kilometer nordöst om Uleåborg och omkring 590 kilometer norr om Helsingfors. 
I sjön finns öarna Säkkisensaari, Karsikkosaari och Naappa. Den genomflyts av Ijo älv som bildar ett stort delta på östra sidan om sjön. En stor del av deltaområdet är skyddad natur, Luonnonsuojelualue.
Söder om Pudasjärvi ligger Tuulijärvi. Sydöst om Pudasjärvi ligger kommunhuvudorten Pudasjärvi. 